# Perșozvanivka, Sînelnîkove
Perșozvanivka (în ucraineană Першозванівка) este un sat în așezarea urbană Slavhorod din raionul Sînelnîkove, regiunea Dnipropetrovsk, Ucraina.

## Demografie
Componența lingvistică a localității Perșozvanivka
     Ucraineană (79,77%)
     Rusă (9,25%)
     Belarusă (1,16%)
Conform recensământului din 2001, majoritatea populației localității Perșozvanivka era vorbitoare de ucraineană (79,77%), existând în minoritate și vorbitori de rusă (9,25%) și belarusă (1,16%).